# Zapora Łąka

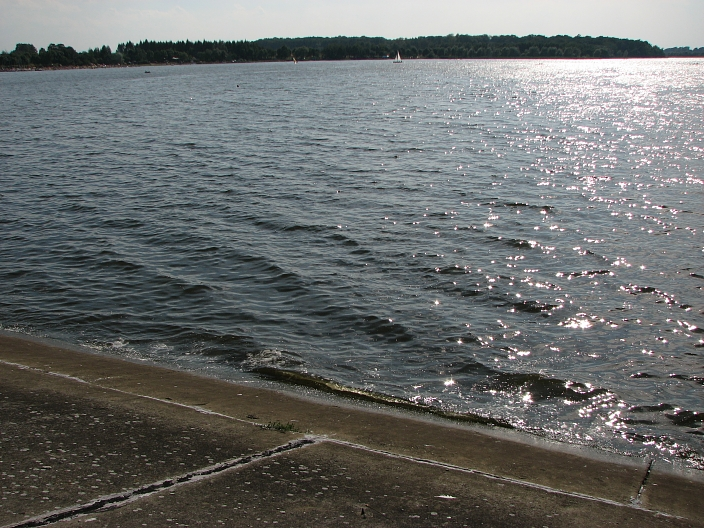
Zbiornik Łąka

Zapora Łąka – zapora wodna na rzece Pszczynka w gminie Pszczyna w województwie śląskim. Po oddaniu jej do eksploatacji w 1987 r. powstał zbiornik zaporowy Łąka.

## Położenie
Oś zapory czołowej zbiornika zlokalizowana jest w km 24+300 biegu rzeki Pszczynki, około 3,5 km na zachód od centrum Pszczyny. Biegnie ona mniej więcej południkowo, zaczynając się tuż przy północnych zabudowaniach wsi Łąka.

## Historia
Ze względu na szybki rozwój Rybnickiego Okręgu Węglowego (ROW) w latach 60. i 70. XX w. koniecznym stało się wybudowanie zbiornika wody przemysłowej dla potrzeb kopalń i innych zakładów w tym rejonie. Teren na budowę wybrano w odległości kilku km na zachód od Pszczyny i na północ od wsi Łąka, gdzie postanowiono przegrodzić zaporą bieg rzeki Pszczynki. Decyzja w tej sprawie zapadła w 1977 r. Zgodnie z planem, inwestycja powinna była zostać oddana do użytku w grudniu 1981 r., jednak na skutek opóźnień zakończenie budowy miało miejsce dopiero w roku 1986.

## Charakterystyka zapory
Zapora czołowa to budowla ziemna z uszczelnieniem skarpowym od strony odwodnej w postaci ekranu z płyt żelbetowych. Długość zapory wynosi 1130 m, wysokość korpusu 6,0 m, objętość nasypu 208 tys. m3. W korpusie zapory znajduje się żelbetowa konstrukcja, zawierająca upust denny i przelew powierzchniowy. Upust denny składa się z dwóch rurociągów stalowych o średnicy 1000 mm. Wydajność urządzeń spustowych przy maksymalnym piętrzeniu wynosi 24 m3/s. W prawobrzeżnej części zapory znajduje się przepust stalowy średnicy 600 mm, o maksymalnym wydatku 1,1 m3/s, zaopatrujący w wodę Młynówkę Pszczyńską. Przy prawym przyczółku zapory usytuowana jest żelbetowa komora ujęcia wody przemysłowej dla ROW z pompownią. W hali pomp znajdują się 4 pompy o łącznym wydatku 0,67 m3/s. Woda tłoczona rurociągiem o średnicy 700 mm do kopalń Jastrzębia i Rybnika.